# Tiranet capgrís
El tiranet capgrís (Serpophaga griseicapilla) és un ocell de la família dels tirànids (Tyrannidae).

## Hàbitat i distribució
Habita matolls a l'oest i nord-oest de l'Argentina.